# Borolia uncinatus
Borolia uncinatus là một loài bướm đêm trong họ Noctuidae.